# BLU-97
Das BLU-97 CEB ist eine US-amerikanische Streumunition (Bomblet) des Herstellers General Dynamics.

## Beschreibung

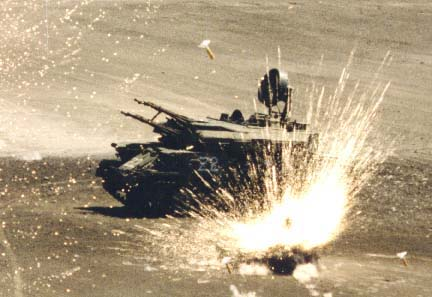
Explosion einer BLU-97 nahe einer ZSU-23-4 während einer Übung.

Die BLU-97 CEB wurde Ende der 1980er Jahre bei den US-Streitkräften sowie bei verschiedenen NATO-Staaten und Bündnispartnern eingeführt. Die Bezeichnung CEB steht für Combined Effects Bomblet (Bomblet mit kombinierter Wirkung). Die BLU-97 hat einen gelben, zylinderförmigen Körper und kann aufgrund ihrer kombinierten Wirkung gegen eine breite Palette von Zielen eingesetzt werden. Primär wird die BLU-97 durch Streubomben zum Einsatz gebracht.

## Funktion
Nach dem Ausstoß aus der Streubombe öffnet der Luftstrom den Ballonschirm am Heck und stabilisiert den Fall des Bomblets. Durch die Rotation und die Fliehkräfte wird der Aufschlagzünder scharf gemacht. Die Schärfungssequenz dauert 2,6 Sekunden. Das BLU-97 Bomblet explodiert beim Aufschlag und wirkt dreifach: Zum einen mit einer Hohlladung zur Bekämpfung von gepanzerten Fahrzeugen. Daneben ist um die Hohlladung ein Splittermantel angebracht, welcher rund 300 Stahlsplitter mit hoher Energie freisetzt. Diese wirken primär gegen Weichziele und ungepanzerte Objekte. Über der Hohlladung befindet sich ein Ring aus Zirkonium, welcher brennende Fragmente von hoher Temperatur erzeugt und so eine zusätzliche Brandwirkung entfaltet.

## Einsatzsysteme
Die BLU-97 CEB kann durch folgende Einsatzmittel eingesetzt werden:
- Streubombe CBU-87 mit Streubehälter SUU-65 mit 202 BLU-97.
- Streubombe CBU-103 mit Streubehälter SUU-65 und WCMD mit 202 BLU-97.
- Streubombe CBU-113 mit Streubehälter SUU-65 und WCMD-ER mit 202 BLU-97.
- Marschflugkörper UMG-109D Tomahawk mit 166 BLU-97.
- Gleitbombe AGM-154A JSOW mit 145 BLU-97.

## Einsatz
Die BLU-97 kam im Zweiten Golfkrieg 1991 im Irak, im Kosovokrieg 1999 im Kosovo und in Serbien, im Irakkrieg 2003 sowie im Krieg gegen den Terror in Afghanistan zum Einsatz. Bei diesen Einsätzen hatte die BLU-97 eine durchschnittliche Blindgängerrate von rund 5 %. In ungeeignetem Gelände betrug die Blindgängerrate bis zu 30 %.